# Sherry-Ou
Sherry-Ou (* 1991 als Jeremias Ganzoni) ist ein Schweizer Rapper.

## Leben
Jeremias Ganzoni stammt aus Basel. Er begann als Jugendlicher mit verschiedenen Instrumenten und mit dem Rappen. Mit Freunden gründete er später das Kollektiv Dritte Stock Records.
Seit 2016 ist er bei dem Label NoHook unter Vertrag. In dem Jahr veröffentlicht er sein Debütalbum "Freak". Ein Jahr später folgte das Album "Streber", mit dem er Platz 28 der Schweizer Albumcharts erreichte.

## Diskographie
- 2016: Freak
- 2017: Streber
- 2020: Sherry